# 朝見村
朝見村（あさみむら）は三重県飯南郡にあった村。現在の松阪市中心部の東方一帯、櫛田川の下流左岸、金剛川の下流右岸にあたる。

## 地理
- 河川：櫛田川、金剛川、真盛川

## 歴史
- 1889年（明治22年）4月1日 - 町村制の施行により、飯野郡朝田村・下七見村・新屋敷村・和屋村・立田村・佐久米村・大宮田村・西野々村・古井村の区域をもって朝見村が発足。
- 1896年（明治29年）4月1日 - 所属郡が飯南郡に変更。
- 1948年（昭和23年）12月15日 - 松阪市に編入。同日朝見村廃止。